# Labena fiorii
Labena fiorii är en stekelart som beskrevs av Alfred Byrd Graf och Marzagão 1999. Labena fiorii ingår i släktet Labena och familjen brokparasitsteklar. Inga underarter finns listade i Catalogue of Life.